# Marklesburg
Marklesburg és una població dels Estats Units a l'estat de Pennsilvània. Segons el cens del 2000 tenia 216 habitants.

## Demografia
Segons el cens del 2000, Marklesburg tenia 216 habitants, 89 habitatges, i 63 famílies. La densitat de població era de 93,7 habitants/km².
Dels 89 habitatges en un 22,5% hi vivien nens de menys de 18 anys, en un 61,8% hi vivien parelles casades, en un 7,9% dones solteres, i en un 28,1% no eren unitats familiars. En el 25,8% dels habitatges hi vivien persones soles el 13,5% de les quals corresponia a persones de 65 anys o més que vivien soles. El nombre mitjà de persones vivint en cada habitatge era de 2,43 i el nombre mitjà de persones que vivien en cada família era de 2,92.
Per edats la població es repartia de la següent manera: un 18,5% tenia menys de 18 anys, un 10,2% entre 18 i 24, un 21,8% entre 25 i 44, un 28,7% de 45 a 60 i un 20,8% 65 anys o més.
L'edat mediana era de 43 anys. Per cada 100 dones de 18 o més anys hi havia 89,2 homes.
La renda mediana per habitatge era de 43.333 $ i la renda mediana per família de 46.500 $. Els homes tenien una renda mediana de 38.333 $ mentre que les dones 20.000 $. La renda per capita de la població era de 22.329 $. Entorn del 3% de les famílies i el 6% de la població estaven per davall del llindar de pobresa.

## Poblacions més properes
El següent diagrama mostra les poblacions més properes.